# Lieselot De Bleeckere
Lieselot Edith Betty De Bleeckere (Gent, 11 september 1990) is een Belgisch racketlon-speelster.

## Levensloop
In 2014 behaalde ze samen met de Duitse Natalie Paul zilver in het 'vrouwen dubbel' op het wereldkampioenschap in het Poolse Wrocław. Twee jaar later, op het WK in het Deense Birkerød, behaalde ze met de Deense Line Irby Nørregaard brons in het 'vrouwen dubbel'. Een jaar later behaalde ze wederom brons, ditmaal met haar Oostenrijkse dubbelpartner Bettina Bugl op het Europees kampioenschap in het Oostenrijkse Wenen. In 2019 behaalde ze samen met Peter Duyck brons op het wereldkampioenschap te Oudenaarde in het 'gemengd dubbel'. Daarnaast werd ze viermaal Belgisch kampioene (2015, 2016, 2017 en 2018).
De Bleeckere studeerde geneeskunde aan de Universiteit Gent. Van beroep is ze huisarts te Zwalm. In september 2017 volgde ze Hans Van Daele op als voorzitter van de Landelijke Racketlon Federatie. Haar broer Pieter is eveneens actief in het racketlon.